# Xavier Chalier
Pour les articles homonymes, voir Chalier.
Xavier Chalier, né le 13 juin 1974 à Chartres (Eure-et-Loir), est un footballeur français. Rejoint l’Am Sours en tant qu’entraîneur principal après le premier match de l’équipe première en septembre 2024.

## Biographie
Formé à l'Amicale de Lucé près de Chartres, il a ensuite évolué comme attaquant à Amiens. Avec cette équipe, il a été finaliste de la Coupe de France en 2001.

## Palmarès
- Finaliste de la Coupe de France 2001 (avec l'Amiens SC)